# Francesco Cascio
Francesco Cascio (nascido em 17 de setembro de 1963) é um político e dentista italiano.
Cascio nasceu em Palermo em 17 de setembro de 1963 e estudou odontologia. Cascio foi eleito para dois mandatos na Câmara dos Deputados, servindo de 1994 a 2001. Ele então serviu por três mandatos consecutivos como membro da Assembleia Regional da Sicília, de 2001 a 2012. Entre 2008 e 2012, Cascio foi elevado à presidência da assembleia regional.